# 남위 1도
남위 1도는 적도면에서 남쪽으로 5도 떨어진 위선이다. 대서양, 아프리카, 인도양, 남아시아, 오스트랄라시아, 태평양, 남아메리카를 지나간다. 남위 1도선을 중심으로 우간다와 탄자니아가 국경선을 형성하고 있고, 매우 짧은 구간이지만 케냐와 탄자니아도 국경을 이룬다.

## 지나가는 지역

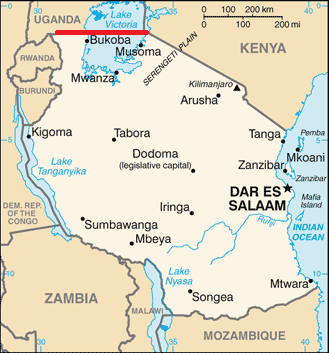
탄자니아는 남위 1도선을 경계로 우간다, 케냐와 국경을 이루고 있다.

남위 1도선은 본초 자오선으로부터 동쪽을 향해 다음 지역들을 통과한다.
| 좌표                                                  | 국가, 지역, 해역         | 비고 |
| ----------------------------------------------------- | ------------------------ | --- |
| 남위 1° 0′ 동경 0° 0′  / 남위 1.000° 동경 0.000°      | 대서양                   | |
| 남위 1° 0′ 동경 8° 52′  / 남위 1.000° 동경 8.867°     | 가봉                     | |
| 남위 1° 0′ 동경 14° 25′  / 남위 1.000° 동경 14.417°   | 콩고 공화국              | |
| 남위 1° 0′ 동경 17° 20′  / 남위 1.000° 동경 17.333°   | 콩고 민주 공화국         | |
| 남위 1° 0′ 동경 29° 35′  / 남위 1.000° 동경 29.583°   | 우간다                   | |
| 남위 1° 0′ 동경 30° 45′  / 남위 1.000° 동경 30.750°   | 우간다와 탄자니아의 국경 | 빅토리아호의 대부분 |
| 남위 1° 0′ 동경 33° 56′  / 남위 1.000° 동경 33.933°   | 케냐와 탄자니아의 국경   | 빅토리아호의 약 11km 구간 |
| 남위 1° 0′ 동경 34° 1′  / 남위 1.000° 동경 34.017°    | 케냐                     | 나이로비 북쪽 30km 지점을 통과 |
| 남위 1° 0′ 동경 41° 7′  / 남위 1.000° 동경 41.117°    | 소말리아                 | |
| 남위 1° 0′ 동경 42° 2′  / 남위 1.000° 동경 42.033°    | 인도양                   | 몰디브 아두 환초의 남쪽 통과 |
| 남위 1° 0′ 동경 98° 39′  / 남위 1.000° 동경 98.650°   | 인도네시아               | 시베룻섬 |
| 남위 1° 0′ 동경 98° 56′  / 남위 1.000° 동경 98.933°   | 믄타와이 해협            | |
| 남위 1° 0′ 동경 100° 21′  / 남위 1.000° 동경 100.350° | 인도네시아               | 수마트라섬 |
| 남위 1° 0′ 동경 103° 59′  / 남위 1.000° 동경 103.983° | 카리마타 해협            | |
| 남위 1° 0′ 동경 109° 27′  / 남위 1.000° 동경 109.450° | 인도네시아               | 마야카리마타섬과 보르네오섬 서칼리만탄주 중앙칼리만탄주 동칼리만탄주                                                                                                   |
| 남위 1° 0′ 동경 117° 8′  / 남위 1.000° 동경 117.133°  | 마카사르 해협            | |
| 남위 1° 0′ 동경 119° 28′  / 남위 1.000° 동경 119.467° | 인도네시아               | 술라웨시섬 |
| 남위 1° 0′ 동경 120° 30′  / 남위 1.000° 동경 120.500° | 토미니만                 | |
| 남위 1° 0′ 동경 121° 23′  / 남위 1.000° 동경 121.383° | 인도네시아               | 술라웨시섬 |
| 남위 1° 0′ 동경 122° 47′  / 남위 1.000° 동경 122.783° | 반다해                   | |
| 남위 1° 0′ 동경 123° 12′  / 남위 1.000° 동경 123.200° | 인도네시아               | 술라웨시섬 |
| 남위 1° 0′ 동경 123° 22′  / 남위 1.000° 동경 123.367° | 말루쿠해                 | |
| 남위 1° 0′ 동경 128° 19′  / 남위 1.000° 동경 128.317° | 인도네시아               | 담마르섬 |
| 남위 1° 0′ 동경 128° 24′  / 남위 1.000° 동경 128.400° | 할마헤라해               | |
| 남위 1° 0′ 동경 130° 38′  / 남위 1.000° 동경 130.633° | 인도네시아               | 사라와티섬과 뉴기니섬 |
| 남위 1° 0′ 동경 134° 3′  / 남위 1.000° 동경 134.050°  | 츤드라와시만             | |
| 남위 1° 0′ 동경 134° 48′  / 남위 1.000° 동경 134.800° | 인도네시아               | 눔포르섬 |
| 남위 1° 0′ 동경 134° 57′  / 남위 1.000° 동경 134.950° | 츤드라와시만             | |
| 남위 1° 0′ 동경 135° 48′  / 남위 1.000° 동경 135.800° | 인도네시아               | 비악섬 |
| 남위 1° 0′ 동경 136° 8′  / 남위 1.000° 동경 136.133°  | 태평양                   | 파푸아뉴기니 헤이나 환초와 펠레루후 환초 사이를 통과 파푸아뉴기니 카니엣섬 남쪽 통과 키리바시 바나바섬 남쪽 통과 키리바시 노노우티환초와 타비테우에아 환초 사이를 통과 |
| 남위 1° 0′ 서경 91° 26′  / 남위 1.000° 서경 91.433°   | 에콰도르                 | 이사벨라섬 |
| 남위 1° 0′ 서경 91° 4′  / 남위 1.000° 서경 91.067°    | 태평양                   | 에콰도르 산크리스토발섬 남쪽 통과 |
| 남위 1° 0′ 서경 80° 51′  / 남위 1.000° 서경 80.850°   | 에콰도르                 | |
| 남위 1° 0′ 서경 75° 23′  / 남위 1.000° 서경 75.383°   | 페루                     | |
| 남위 1° 0′ 서경 74° 16′  / 남위 1.000° 서경 74.267°   | 콜롬비아                 | |
| 남위 1° 0′ 서경 69° 25′  / 남위 1.000° 서경 69.417°   | 브라질                   | 아마조나스주 호라이마주 아마조나스주 파라주 아마파주 마라냥주 파라주 - 마라조섬과 Grande do Gurupá                                                                     |
| 남위 1° 0′ 서경 46° 11′  / 남위 1.000° 서경 46.183°   | 대서양                   | |

## 같이 보기
- 적도
- 남위 2도